# René Villard (personnalité politique)
Pour les articles homonymes, voir René Villard et Villard.
René Villard, né le 21 août 1902 à Bienne et mort le 18 janvier 1988 à Chamblon, est une personnalité politique suisse, membre du parti socialiste.

## Biographie
Après avoir suivi un apprentissage d'ouvrier mécanicien, il entre en politique tout d'abord au conseil communal de Sainte-Croix, puis au Grand Conseil du canton de Vaud de 1944 à 1957. Il est également élu au Conseil national de 1955 à 1958. 
En 1958, il est le premier représentant de la classe ouvrière élu au Conseil d'État du canton de Vaud où il prend en charge le Département militaire et des assurances jusqu'en 1968.